# Miguel Echenique
Pour les articles homonymes, voir Echenique.
Miguel Echenique, né à Lima en 1863 et mort dans la même ville à une date inconnue, est un homme politique et homme d'affaires agricole péruvien. Il est le deuxième vice-président du Pérou sous le gouvernement de Guillermo Billinghurst (1912-1914).

## Biographie
Il est né de José Bonifacio Echenique et Estefania Fonseca. Il termine ses études secondaires au Colegio Nacional Nuestra Señore de Guadalupe (1874-1880). Après avoir terminé ses études scolaires, il rejoint la guerre du Pacifique, il s'engage comme soldat dans la réserve, lors de la résistance de Lima. La résistance fut confrontée à des difficultés croissantes à mesure que l'armée. Après la défaite de la résistance à Miraflores, il fut relevé de son service militaire.
Après la guerre, il se consacre aux activités agricoles. Il travaille comme administrateur de diverses fermes de la région, qui lui sont finalement extrêmement rentables. Il se concentre également sur les activités industrielles. Il est directeur de la « Compañia Azucarera Chacra Grande », où il commence à fabriquer du ciment. Son implication dans les affaires financières du Pérou s'est rapidement développée. Pendant plusieurs années, il est en tête de liste des plus gros contribuables du pays. En 1913, il préside l'Assemblée nationale des contribuables, qui joue alors un rôle important dans l'orientation de la politique économique du pays.
Il rejoint le Parti Civilista, un parti contrôlé par l'oligarchie. Il est membre du conseil d'administration de ce parti. Entre 1907 et 1912, il est sénateur de Lima. 
En 1912, le Congrès élit Guillermo Billinghurst président de la République. Avec Billinghurst, il élit également les vice-présidents. Roberto Leguía et Miguel Echenique sont choisis comme premier et deuxième vice-présidents, respectivement. Cependant, les deux échouent à prêter serment. Le coup d'État militaire a lieu au Pérou le 4 février 1914, Echenique démissionne et se déclare partisan de la résolution des problèmes politiques du pays par des élections.
En 1915, il est élu sénateur de Lima. Pendant sa carrière sénatoriale, il est investi de la responsabilité de superviser le trésor (en 1916 et 1918).
Après le coup d'État du 4 juillet 1919, il est arrêté, car le régime d'Augusto Leguía l'accuse d'être un conspirateur. Après sa libération, Echenique se retire de la politique et se consacre aux affaires.